# Championnat de la Barbade de football 2010
Navigation
Saison précédente Saison suivante
La saison 2010 du Championnat de la Barbade de football est la quarante-troisième édition de la Premier League, le championnat national à la Barbade. Les dix équipes engagées sont regroupées au sein d'une poule unique où elles s'affrontent à deux reprises. En fin de saison, les deux derniers du classement sont relégués et remplacés par les deux meilleures formations de Division 1.
C'est le club de Notre Dame SC qui remporte la compétition cette saison après avoir terminé en tête du classement final, avec six points d'avance sur le tenant du titre, Brittons Hill FC et neuf sur Youth Milan FC. Il s’agit du neuvième titre de champion de la Barbade de l'histoire du club, qui réalise même le doublé en s'imposant en finale de la Coupe nationale face à Ellerton United.
Barbados Defence Force SC, vice-champion en titre, abandonne la compétition le 15 mars. Tous les matchs de la phase aller lui restant à disputer sont déclarés perdus sur le score de 0-3.

## Les clubs participants
- Ellerton United - Promu de Division 1
- Notre Dame SC
- Youth Milan FC
- Pride of Gall Hill FC
- Silver Sands FC
- Paradise Football Club
- Brittons Hill FC
- Pinelands SC - Promu de Division 1
- Weymouth Wales FC
- Barbados Defence Force SC

## Compétition
Le barème de points servant à établir le classement se décompose ainsi :
- Victoire : 3 points
- Match nul : 1 point
- Défaite : 0 point

### Classement
| Rang | Équipe                            | Pts | J  | G  | N | P  | Bp | Bc | Diff |
| ---- | --------------------------------- | --- | -- | -- | - | -- | -- | -- | ---- |
| 1    | Notre Dame SCC                    | 41  | 17 | 13 | 2 | 2  | 32 | 11 | +21  |
| 2    | Brittons Hill FCT                 | 35  | 17 | 11 | 2 | 4  | 28 | 12 | +16  |
| 3    | Youth Milan FC                    | 32  | 17 | 10 | 2 | 5  | 33 | 19 | +14  |
| 4    | Weymouth Wales FC                 | 28  | 17 | 8  | 4 | 5  | 25 | 15 | +10  |
| 5    | Pride of Gall Hill FC             | 27  | 17 | 8  | 3 | 6  | 18 | 12 | +6   |
| 6    | Paradise Football Club            | 17  | 17 | 3  | 8 | 6  | 14 | 16 | -2   |
| 7    | Ellerton UnitedP                  | 16  | 17 | 3  | 7 | 7  | 20 | 31 | -11  |
| 8    | Pinelands SCP                     | 14  | 17 | 3  | 5 | 9  | 16 | 30 | -14  |
| 9    | Silver Sands FC                   | 10  | 17 | 2  | 4 | 11 | 16 | 37 | -21  |
| 10   | Barbados Defence Force SC abandon | 4   | 9  | 1  | 1 | 7  | 3  | 22 | -19  |

|  | Champion de la Barbade 2010                                                         |
|  | Relégation en Division 1                                                            |
|  | Abandon de la compétition en cours de saison                                        |
|  | T : Tenant du titre C : Vainqueur de la Coupe de la Barbade P : Promu de Division 1 |

## Bilan de la saison
| Championnat de la Barbade de football 2010 |                                     |
| Champion                                   | Notre Dame SC (9e titre)            |
| Coupes et trophées                         |                                     |
| Vainqueur de la Coupe de la Barbade 2010   | Notre Dame SC                       |
| Qualifications continentales               |                                     |
| CFU Club Championship 2011                 | Aucun                               |
| Promotions et relégations                  |                                     |
| Promus en Premier League                   | Bagatelle FC                        |
| Promus en Premier League                   | Saint John's Sonnets                |
| Relégués en Division 1                     | Silver Sands FC                     |
| Relégués en Division 1                     | Barbados Defence Force SC (abandon) |